# 懸吊系統

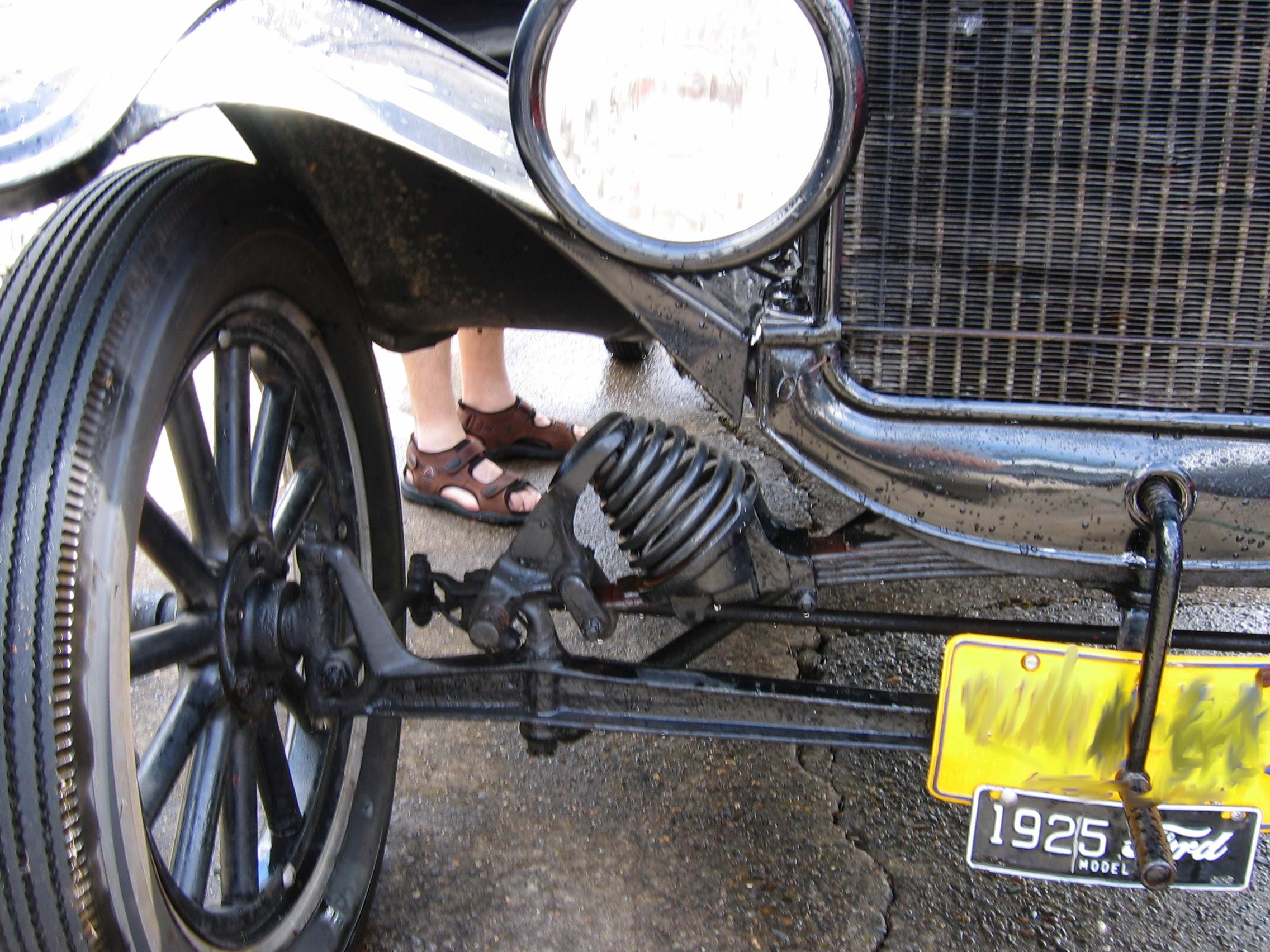
福特T型車前輪的懸吊系統元件

懸吊系統，亦稱為懸掛系統或懸載系統（英語：Suspension），乃是一種由彈簧、減震筒和連桿所構成的車用系統，用於連接車輛與其車輪，一台車輛的前輪與後輪懸吊設計有可能會使用不同設計甚至電子產品。懸吊系統扮演雙重的角色，讓車輛的操控與煞車合乎良好的動態安全與操駕樂趣，並保持車主的舒適性及隔絕適當的路面噪音、彈跳與震動。這些特性通常都互相牽制，因此懸吊的調整就必須找到兩者兼顧的設定。懸吊系統同時也保護車輛本身或車上的貨物行李，避免因顛簸而磨耗或損壞。
這篇條目主要是有關四輪（或多輪）車輛的懸吊。若需要兩輪車輛懸吊的相關資料，可參閱機車懸吊、單車懸吊。

## 歷史
在古早的埃及，就已經出現過板式彈簧的蹤跡。古代的兵工學家使用板式彈簧，以彎曲的板狀材料加強他們的攻城武器，起初的效果還不錯。後來在投石器上所使用的板式彈簧更為精密，而且可以使用好幾年。彈簧不一定由金屬製造，也可使用堅硬的樹枝組合，當作彈簧，就像製弓一樣。

### 馬車
1. Live axle with Watt bar 活軸懸吊；
2. Suspension like on a bike fork 類似腳踏車前叉的懸吊；
3. Swing axle 搖軸式懸吊；
4. Double wishbone 雙A臂（多連桿式）懸吊；
5. MacPherson 麥弗遜支柱式懸吊

汽車的5種懸吊連接，彈簧被省去，由上而下:
- Live axle with Watt bar 活軸懸吊；
- Suspension like on a bike fork 類似腳踏車前叉的懸吊；
- Swing axle 搖軸式懸吊；
- Double wishbone 雙A臂（多連桿式）懸吊；
- MacPherson 麥弗遜支柱式懸吊

在19世紀早期，大部分的英國四輪馬車都有配備彈簧；木製彈簧用於輕型單馬車輛來避震，而較大的馬車彈簧則採用鐵製。這些鐵製的彈簧由低碳鋼製成而且通常疊成多層成為板式彈簧。
英國的鐵製彈簧不適用於當時美國大陸粗糙不平的路面，轉彎過快時甚至會導致馬車解體。在1820年代，新罕布夏州康科特市的Abbot Downing公司開發出一種系統，藉此讓驛馬車的車體能夠支撐在稱作「thoroughbraces」的皮帶上，這樣車廂的動態可改善成擺蕩的動作，而不是像彈簧懸吊那樣劇烈的上下震動。（有時驛馬車本身也被稱作「thoroughbrace」。）

### 汽車
汽車在早期開發時，視為自身動力推進的馬車。但是相對來講，馬車是設計用來低速行駛的，因此它們的懸吊並不適用於內燃機引擎所能產生的高速行駛。
1903年，德國的Mors汽車公司首次將車輛安裝了減震筒。1920年，Leyland汽車公司在懸吊系統中加入了扭桿裝置。1922年，Lancia Lambda開創先例地使用獨立前輪懸吊，在1932年以後的市售車輛上更為常見。

## 重要屬性

### 彈簧剛性
彈簧剛性（或稱懸吊剛性）是懸吊伸縮時，用來設定車高或其定位的要素之一。車輛載重大的通常會搭配更硬的懸吊來抵銷額外的重量負載，否則可能在途中（或彈跳時）壓毀了車輛。較硬的彈簧通常也用於性能用途，因為這時候懸吊在彈跳時是經常性下壓的，這時會導致可用的彈跳伸縮量變少，造成破壞性的下壓力。
彈簧太硬或太軟都會造成車輛失去懸吊性能。一般來說，比較經常性載重的車輛具備較重或較硬的彈簧，其彈簧剛性接近車重的上限值。這樣讓車輛可以在控制性受載重慣性的限制下，正常地載貨並操駕行駛。駕駛一台空的載貨用卡車可能會對乘客感到較不舒適，是因為與車重相關的高彈簧剛性。賽車可以說是具備較硬的彈簧，而且會呈現不舒適的顛簸。然而，雖然兩者均具備硬彈簧，但實際上一台2000磅的賽車與一台10000磅的卡車，其兩者的彈簧剛性則是全然不同的。高級房車、計程車或客運巴士通常可以說是具備較軟的彈簧。車輛的彈簧若是老化或損壞，行駛時容易貼近地面，懸吊的總壓縮量會降低，車體也容易側傾。性能跑車的彈簧剛性有時不只是為了車重或載重的需求。

#### 彈簧剛性的數學應用
彈簧剛性是一個比值，用來測量一個彈簧在偏斜時被壓縮或伸展時的阻抗。按照虎克定律，彈力強度隨著偏斜增加而增加。簡單來講，這個現象可以由下列公式所述：
{\displaystyle F=-kx\,}
其中
F為彈簧的施力
k為彈簧的剛性
x為靜力平衡時的位移量，其長度為彈簧壓縮或延展時。
由於本身車重、車輛載重、懸吊系統的空間限制或性能需求等因素下，彈簧剛性會受限在一段狹小的分佈區段。
彈簧剛性的單位通常由N/mm表示（或lbf/in）。例如一個線性的彈簧剛性表示為500 lbf/in，其代表彈簧每壓縮一英吋，它可以施壓500磅力。而一個具有非線性的彈簧剛性，代表它的壓縮力與施力的關係無法適當地對應於一個線性模型。例如，第一英吋會施壓500磅力，第二英吋會施壓額外的550磅力（因此總共是1050磅力），第三英吋則會施壓另外600磅力（總共達1650磅力）。相較之下，一個500 lbf/in的線性彈簧壓縮了三英吋之後的施壓力則只有1500磅力。
線圈彈簧的彈簧剛性可由簡單的代數方程來計算求得，或是由彈簧測試機來測量。彈簧常數k可由下列公式計算：
{\displaystyle k={\frac {d^{4}E}{8ND^{3}}}\,}
其中d為線材直徑，E為彈簧的彈性係數（例如鋼鐵的係數大約為30,000,000 lbf/in²或是207 GPa），N為線圈的纏繞次數，而D為線圈直徑。

### 懸架剛性
懸架剛性為針對車輛輪架所測量出有效的彈簧剛性，但不只是單獨對彈簧剛性做測量而已。
懸架剛性通常等於或小於彈簧剛性。一般來說，彈簧會固定在控制臂、搖臂或某些其他種類的樞軸支承機構上。假設前述例子中的彈簧剛性計算出為每吋500磅力，如果將車輪垂直移動一英吋（車輛是靜止的），則彈簧可能僅壓縮了一小部份的量。假設彈簧只移動了0.75英吋，槓桿臂比率可能為0.75到1，則懸架剛性可由彈簧剛性比值的平方倍（0.5625）而求得。將比值做平方倍的目的在於它對於懸架剛性有兩個作用存在，這個比值同時影響了施力大小與位移量。
獨立懸吊系統下的懸架剛性就非常簡單明瞭，但對於某些非獨立懸吊系統的設計就必須考量到一些特殊狀況。以車軸的縱向角度來看，若由前方或後方來看，懸架剛性可以由前述的方式去測量得出。然而由於輪架並非獨立的，在加速或減速時側向來看，支點會位在無限遠的位置（因為前後輪都移動了）。過彎與加減速時的有效懸架剛性也往往有不一樣的結果，將彈簧的定位盡可能地靠近車輪可以將懸架剛性的差異降到最小。

### 側傾力耦百分比
在車輛搖晃時，側傾力耦百分比為車身各軸線上發生的有效懸架剛性數值，為車輛總側傾率的某個比值。側傾力耦百分比在精確平衡車輛的操控上是非常關鍵的因素。
一台側傾力耦百分比70%的車輛，在過彎時會將本身70%的懸吊載重轉移到車輛前方。

### 重量轉移
重量轉移通常針對單一車輪在過彎、加速或煞車等狀況下，相較於該輪淨重時的情形。過彎的輪載重必須先得知靜止時的輪載重，並依照每個輪架的簧上載重、簧下總重，或是頂舉力的大小來增減。有些賽車業界會使用一些假名詞，或是將頂舉力和懸吊載重轉移等因素統一用一個片語名詞來稱呼，例如「side bite」。通常會這樣做的理由在於，他們可能沒必要知道這麼詳細，或是刻意混淆對手而不讓對方得知車輛的性能，因此使用一般人容易接受的擬人詞彙。

#### 非承載重量轉移
非承載重量轉移是由非懸吊支撐的車輛元件重量所計算求得，這些元件包含了輪胎、輪圈、煞車、輪軸、控制臂一半的重量，以及其他的元件。這些連接於車身的元件會假設成無重量（便於計算用途），然後放在同樣的動態負載。過彎時，前輪的重量轉移會等於：前輪非承載總重×重力×前輪非承載重心高度÷前輪車軸寬度。此算法同樣適用於後輪。

## 懸吊系統類型
獨立式懸吊（懸掛）系統包含了以下系統：
| 英文                                                          | 中文                                               | 優點 | 缺點 |
| Swing axle                                                    | 搖軸式                                             | | |
| Sliding pillar                                                | 滑動支柱式                                         | | |
| MacPherson strut                                              | 麥弗遜支柱式                                       | 1.整體懸掛組件結構簡單、重量輕，作為車頭懸掛組件時，可有效減輕車頭重量。 2.佔用空間小，其響應速度和回彈速度敏捷，減震能力十分突出。                                                                     | 1.抗側傾及抗制動時點頭的能力較弱。 2.缺乏一定的穩定性。                                                                 |
| Chapman strut                                                 | 查普曼支柱式                                       | | |
| Upper and lower A-arm Suspension (Double Wishbone Suspension) | 雙叉臂式 (又稱為雙A臂式或雙魚骨式或不等長控制臂式) | 1.響應速度和回彈速度可以控制，減震能力突出。 2.整體懸掛組件的強度和抗衝擊能力出色。 使用後輪胎與輪面的接地面積大，貼地性好，路面適應性好，可減少輪胎磨損。                                              | 1.整體懸掛組件需要佔用比較大的空間，組件重量也較重。 2.增加維修保養時的複雜度，在定位懸掛及四輪定位時，參數也較難確定。 |
| Multi-link Suspension                                         | 多連桿式                                           | 1.懸掛受到壓縮時可通過連桿對車輪定位主動進行精確的調整，能盡可能的使輪胎與地面保值垂直，貼地性非常出色。 2.操控性能非常出色，這種類型的懸掛能最大限度的發揮輪胎的抓地力，並可大幅度提高整車的操控極限。 | 1.結構複雜，造價相對比較昂貴。 2.佔用空間大。                                                                           |
| semi-trailing arm suspension                                  | 半拖曳臂式                                         | 屬獨立式懸吊系統，使用於後輪懸吊，比拖曳臂懸吊複雜。 | |
| swinging arm                                                  | 搖臂式                                             | | |
| leaf springs                                                  | 葉片彈簧式                                         | | |

非獨立式懸吊（懸掛）系統包含了以下系統：
| 英文                           | 中文         | 详情 |
| Satchell link                  |              | |
| Panhard rod                    |              | |
| Watt's linkage                 | 瓦特連桿機構 | 澳洲福特汽車所發明，可改善活軸或固定軸懸吊的操控性 |
| WOBLink                        |              | |
| Mumford linkage                |              | |
| Live axle                      | 活軸懸吊     | 有傳動功能的Beam axle |
| Twist beam                     | 扭力樑式懸吊 | 亦稱Torsion beam axle，以鋼樑搭配左右兩支拖曳臂，路面高度起伏不大時左右輪不會互相拉扯，可算半獨立式懸吊系統，中小型車後懸吊常使用，使用此懸吊系統也可明顯增加車尾行李廂空間，扭力樑式懸吊可透過如福斯汽車添加內建液壓避震增加舒適性或Opel汽車添加Watt's連桿增進操控性。扭力樑式懸吊雖使用拖曳臂，但並非拖曳臂懸吊，純拖曳臂式懸吊左右兩隻拖曳臂中間無扭力樑連結，操控較不穩定近代汽車中已十分少見。扭力樑式懸吊也非扭力桿式懸吊，扭力桿式懸吊使用剖面為十字型之類的短鋼棒連接車輪，是較為簡單的設計。 |
| Beam axle                      |              | 無傳動功能稱Solid axle，有傳動功能稱Live axle，通稱Beam axle |
| leaf springs used for location |              | （transverse or longitudinal） |

汽車底盤採獨立懸掛系統可使各個車輪輪胎獨立跳動起伏，不會互相拉扯影響車輛行駛平衡，增加操控性與舒適性，只是成本較非獨立懸吊（如固定軸懸吊Solid Axle）高。

## 裝甲戰車懸吊系統
早期戰車底盤為固定懸吊，震動大機動性差，後來採用農耕機葉片彈簧懸吊，但改善有限。
1930年代美國人John Walter Christie發明坦克用全輪獨立懸掛系統，但與美國軍方因規格問題未達成協議，蘇聯買去這技術專利，讓蘇聯發展出行駛惡劣路面如履平地的BT-7与T-34坦克，越野機動能力遠勝納粹坦克，成為擊敗納粹德國主力軍隊改寫歷史的發明。英國另有一種Horstmann坦克懸吊是Christie懸吊系統的變異版，但故障率較高。
另一種二戰后沿袭至今的坦克懸吊系統為扭力桿（Torsion-bar）懸吊，避震行程不如Christie懸吊，但佔空間比Christie懸吊系統小，可容納大車輪與重裝甲，也可裝避震器（減震筒），今日重裝甲坦克常用。1991年的英國挑戰者2坦克則使用類似雪鐵龍汽車的液壓氣動式懸吊系統。
根据形式，履带车辆的悬挂系统可分为：
- 平衡悬挂
- 混合悬挂
- 独立悬挂

根据弹性元件分类：
- 螺旋弹簧悬挂
- 蝶形弹簧悬挂
- 扭杆悬挂：美、苏、德、中的第三代主战坦克都采用；
- 液气悬挂：自行火炮采用，调节车体俯仰，补充火炮高低射角。
- 板簧悬挂
- 橡胶弹簧悬挂
- 空气悬挂
- 混合式悬挂：首、尾采用可调式液气悬挂以调节车体俯仰，中间采用高强度扭杆。

是否预测到地面情况分为：
- 被动悬挂
- 半主动悬挂
- 主动悬挂

## 外部連結
- 懸吊系統基礎
- 車輛多連桿懸吊系統之分析